# 札幌大通東二郵便局
札幌大通東二郵便局（さっぽろおおどおりひがしにゆうびんきょく）は、北海道札幌市中央区にあった郵便局。民営化前の分類は無集配特定郵便局。

## 概要
かんぽ生命保険札幌支店（旧札幌簡易保険ビル、旧札幌簡易保険事務センター庁舎）1階に設置されている。

## 沿革
分室時代の沿革については札幌中央郵便局#沿革も参照
- 1961年（昭和36年）8月21日 - 札幌市大通東2丁目の札幌地方簡易保険局内に、札幌中央郵便局保険局内分室を設置[1]。
- 1984年（昭和59年）7月1日 - 札幌地方簡易保険局の改称に伴い、札幌中央郵便局簡易保険事務センター内分室に改称。
- 1999年（平成11年）5月1日 - 札幌中央郵便局簡易保険事務センター内分室を廃止。
- 1999年（平成11年）5月6日 - 分室跡地に無集配特定郵便局札幌簡易保険事務センター内郵便局として開局。
- 1999年（平成11年）8月23日 - 郵便振替の小切手払の取扱を開始。
- 2005年（平成17年）4月1日 - 札幌簡易保険事務センターの廃止（仙台簡易保険事務センターへの統合）に伴い、札幌大通東二郵便局に改称[2]。
- 2007年（平成19年）10月1日 - 民営化。
- 2012年（平成24年）10月1日 - 日本郵便株式会社発足。
- 2014年（平成26年）9月13日 - 廃止[3]。取扱事務は札幌大通郵便局が継承。

## 取扱内容
- 郵便、印紙、ゆうパック、内容証明
- 貯金、為替、振替、振込、国債
- 生命保険、バイク自賠責保険
- 地方公共団体事務（札幌市敬老優待乗車証、札幌市家庭用指定袋の交付）
- ゆうちょ銀行ATM

## アクセス
- 札幌市営地下鉄 大通駅（出口27）より徒歩約6分、バスセンター前駅（出口5）より徒歩約3分
- 北海道中央バス 札幌ターミナル下車
- 札樽自動車道 札幌北ICから南へ約4.5km
- 駐車場あり：1台